# جائزة الولايات المتحدة الكبرى 1916
جائزة الولايات المتحدة الكبرى 1916 هو سباق فورمولا 1 أقيم بتاريخ 18 نوفمبر 1916 في سانتا مونيكا، الولايات المتحدة.